# 國有制
國有制（英語：State ownership）或公有制（英語：Public ownership），是指國家或政府所有的資產或事業，例如国有企业。
在中國大陸，按照相关法律制度，土地所有權分兩種，一為國有（如城市土地）、一為集體所有（如大部份農村土地）。

（《中华人民共和国物权法》第47条：“城市的土地，属于国家所有。法律规定属于国家所有的农村和城市郊区的土地，属于国家所有。”）

（《中华人民共和国物权法》第48条：“森林、山岭、草原、荒地、滩涂等自然资源，属于国家所有，但法律规定属于集体所有的除外。”）

## 土地国有化程度最高的国家
土地所有制，在不同国家的含义略有不同。如在某些中东君主制国家，大量土地在名义上归属“王室”所有，这些国家的官方认定此为“国有”，但国际社会普遍认为这种类型属于“王室的特殊私有制”。
以下数据根据联合国发展规划委员会2013年发布统计数据整理而成，将王室占有大量土地的沙特等国排除在外，部分数据不被当事国政府承认。

括号内，为一国土地国有化程度指数，最高位100，即完全国有：
- 完全国有：  中华人民共和国 （100）、   （100）、  越南 （100）、  古巴 （100）、   （100）
- 基本国有：  辛巴威 （85）、 新加坡（87）
- 较多国有：  以色列 （47）、   （41）、  坦桑尼亚 （38）、  印度 （35）、  法國 （31）、   （30）

注：
1. ——曾于1999年短暂进行少量土地私有化尝试，2004年宣布废止，土地重新收归国有。
2. 古巴——曾于1998年对部分种植园进行私有化，2006年宣布废止，土地重新国有化。
3. 法國——1990年代后唯一一个持续进行土地国有化的欧洲国家。